# Pierre Leyssenne
Pierre Leyssenne, né le 25 septembre 1827 à Saint-Germain-les-Belles et mort le 7 décembre 1916 à Paris, est un professeur de mathématiques puis inspecteur général de l'Instruction publique français. Ses nombreux manuels scolaires ont permis de diffuser très largement une instruction mathématique doublée d'une éducation morale. Par son engagement politique sous la Troisième République, il a contribué à promouvoir l'école laïque.

## Biographie
Fils d'un percepteur limousin, Pierre Leyssenne est élève au collège de Saint-Yrieix, puis à Agen et Montluçon, où il suit son oncle qui y est alors employé, et enfin au Collège royal de Limoges, il obtient une licence ès sciences mathématiques en 1846. Il commence alors à enseigner dans des établissements secondaires publics : à Magnac-Laval, Luçon puis Rochefort.
En 1852, il quitte l'enseignement public pour prendre la direction de l'Institution libre d'enseignement secondaire de Saint-Yrieix, où il épouse Pauline Marguerite Brunie peu avant la rentrée des classes. Quatre ans plus tard, il se voit privé, sous la pression du clergé, de la subvention municipale qu'il recevait jusqu'alors. Malgré une réussite reconnue par ses élèves et leurs familles, tant au plan pédagogique qu'administratif, il doit renoncer à diriger cet établissement. Il redevient donc professeur de mathématiques en 1856, d'abord au collège libre de Montignac, où il enseigne également la physique, puis, de 1859 à 1879, au collège Sainte-Barbe à Paris.
Auteur d'un ouvrage résolument républicain en vue des élections de 1869, il s'improvise journaliste lors d'un congé de convalescence à Magnac-Bourg, fondant et dirigeant l'hebdomadaire La Défense républicaine de la Haute-Vienne d'octobre 1870 à janvier 1871. Dans ses articles, il milite en particulier pour une instruction publique gratuite et laïque, et se range derrière les idées de Jules Simon.
Vers 1872, l’éditeur scolaire Armand Colin publie ses premiers manuels d'arithmétique pour les écoles primaires, qui seront abondamment réédités jusqu'en 1925. Pierre Leyssenne en rédige d'autres pour divers niveaux, des écoles élémentaires aux écoles normales. Certains, traduits en espagnol dès 1898 et édités à Paris, Lima ou Buenos Aires, seront diffusés jusqu'en Amérique latine. À travers l'instruction mathématique, Leyssenne promeut aussi l'éducation morale des élèves.
Militant de l'école laïque, Leyssenne est un proche de Jules Ferry, ministre de l'Instruction publique. Jouissant d'une double reconnaissance, pédagogique et politique, il entre à l'Inspection générale de l'enseignement primaire en 1880 en tant que délégué, avant d'obtenir un poste d'inspecteur en 1884. C'est aussi à cette époque que Ferdinand Buisson lui demande de collaborer à son Dictionnaire de pédagogie et d'instruction primaire, dont il rédigera les articles « Problèmes » et « Géométrie » de la première édition,.
Élevé par ce dernier chevalier de la Légion d'honneur en 1881, puis promu officier par Léon Bourgeois en 1904, il devient Inspecteur général honoraire en 1895, et président de l'Association des membres de l'enseignement. Fondée en 1859 par le baron Taylor, cette « société de secours mutuel » vise à apporter une protection contre « les cruautés de la vie » par la prévoyance et la solidarité, et compte alors quelque 30 000 adhérents.

## Publications
Les plus importantes collections de livres de Pierre Leyssenne sont accessibles :
- à la Bibliothèque nationale de France (57 références, dont 7 numérisées dans Gallica),
- à la Bibliothèque Diderot Éducation de Lyon (collections de l'ancien INRP : 30 références),
- à l'université de Limoges, fonds "Histoire de l'éducation" (18 références),
- à l'université de Montpellier, Centre d'études, de documentation et de recherches en histoire de l'éducation (CEDRHE :   12 références)

## Sources
- Valérie Legros, Marc Moyon, « Instruction arithmétique et éducation morale : un double projet chez Pierre Leyssenne », Les Mathématiques à l'école élémentaire (1880-1970) : études France-Brésil, dir. R. D'Enfert, M. Moyon, W. Rodriguez Valente, Limoges, PULIM, 2017, p. 59-82 : .
- Valérie Legros et Marc Moyon, « [https://repositorio.ufsc.br/xmlui/bitstream/handle/123456789/133245/5_slides_legros_moyon_bresil.pdf?sequence=8&isAllowed=y Mathématiques & IIIe République au diapason dans les manuels scolaires de Pierre Leyssenne », ESPE de l'académie de Limoges, 2015.
- Le Dictionnaire de pédagogie et d'instruction primaire de Ferdinand Buisson : Répertoire biographique des auteurs, établi par Patrick Dubois, avec la collaboration d'Annie Bruter. Paris, INRP, 2002, p. 98.
- Isabelle Havelange, Françoise Huguet, Bernadette Lebedeff, sous la direction de Guy Caplat, Les Inspecteurs généraux de l'Instruction publique : dictionnaire biographique 1802-1914, Paris, INRP - Ed. Du CNRS, 1986, p. 473-475.
- Antoine Perrier, « Deux Limousins parmi les réalisateurs de l’instruction primaire : Pierre Leyssenne et Pierre Foncin », Bulletin de la société archéologique et historique du Limousin, no 99, 1972, p. 249-252.